# Morotaimunkskata
Morotaimunkskata (Philemon fuscicapillus) är en fågel i familjen honungsfåglar inom ordningen tättingar.

## Utseende och läte
Morotaimunkskatan är en stor (30 cm) färglös skogslevande munkskata. Fjäderdräkten är genomgående mörkbrun, undertill något ljusare. I ansiktet syns en skär bar ring runt ögat. Den kraftiga svarta näbben har en otydlig knöl vid kulmens bas. Halmaheragyllingen är i stort sett identisk i utseendet, men är mindre med trubbigare näbb, mörkare undersida och saknar den bara huden i ansiktet. Lätena tros bestå av olika grova och nasala toner, som dock möjligen kan härmas av halmaheragyllingen.

## Utbredning och systematik
Fågeln förekommer på ön Morotai i norra Moluckerna. Den behandlas som monotypisk, det vill säga att den inte delas in i några underarter.

## Status och hot
Morotaimunkskatan har en liten världspopulation. Den tros också minska i antal till följd av habitatförlust. IUCN kategoriserar den som nära hotad (NT).